# Bayubas de Arriba
Bayubas de Arriba é um município da Espanha na província de Sória, comunidade autónoma de Castela e Leão, de área 20,62 km² com população de 63 habitantes (2006) e densidade populacional de 3,06 hab./km².

## Demografia
| Variação demográfica do município entre 1991 e 2004 | Variação demográfica do município entre 1991 e 2004 | Variação demográfica do município entre 1991 e 2004 | Variação demográfica do município entre 1991 e 2004 |
| --------------------------------------------------- | --------------------------------------------------- | --------------------------------------------------- | --------------------------------------------------- |
| 1991                                                | 1996                                                | 2001                                                | 2004                                                |
| 97                                                  | 98                                                  | 72                                                  | 68                                                  |